# Compagnie La Sirène
Die Compagnie La Sirène war ein französischer Hersteller von Automobilen.

## Unternehmensgeschichte
Das Unternehmen aus Paris war das Nachfolgeunternehmen von Fernandez et Cie. 1901 begann die Produktion von Automobilen. 1902 endete die Produktion.

## Fahrzeuge
Das erste Modell war mit einem V2-Motor mit 5 PS Leistung ausgestattet. Der Motor war vorne im Fahrzeug montiert und trieb über eine Kardanwelle die Hinterachse an. Die offene Karosserie bot Platz für zwei Personen und einen Notsitz dahinter.
Außerdem entstanden zwei Rennwagen, deren Motoren 24 PS leisteten. Sie nahmen 1901 am Autorennen Paris–Berlin teil.